# Shawnti Jackson
Pour les articles homonymes, voir Jackson.
Shawnti Jackson (née le 2 mai 2005) est une athlète américaine.

## Biographie
Depuis son plus jeune âge, elle a été entraînée par son père, Bershawn Jackson, lui-même médaillé olympique aux 400 mètres haies. Cette filiation sportive lui a permis de développer ses compétences et son amour pour la piste. Sa mère, Shannon, a également laissé son empreinte dans le monde de l'athlétisme en obtenant des honneurs en relais All-American, donnant à Shawnti un environnement familial consacré au sport,,.
Dès l'âge de sept ans, Shawnti a brillé sur la scène nationale en remportant son premier titre de sprint dans la catégorie jeunesse. Sa passion pour la course s'est poursuivie et l'a amenée à participer aux Jeux olympiques juniors en 2012, où elle a montré son potentiel prometteur dans l'épreuve du 4x100 mètres.
Au lycée Wakefield à Raleigh, en Californie du Nord, Shawnti a continué à écrire l'histoire de l'athlétisme scolaire en établissant de nouveaux records nationaux pour les distances de 50 mètres, 55 mètres et 60 mètres. À seulement 15 ans, elle a impressionné en atteignant les critères de qualification pour les essais des Jeux olympiques de 2020. Cependant, elle a choisi de ne pas participer, prenant le temps de se perfectionner avant de poursuivre sa carrière sportive.

## Carrière
En 2022, Shawnti a battu le record national en salle du lycée pour les filles en courant le 60 mètres en 7,18 secondes, se classant troisième aux Millrose Games. L'année suivante, aux championnats du monde juniors à Cali en Colombie, elle a décroché une série complète de médailles en remportant le bronze au 100 mètres, l'argent au 4x100 mètres et l'or au 4x400 mètres, démontrant ainsi sa polyvalence et son talent,.
La détermination de Shawnti l'a conduite à signer une lettre d'intention pour rejoindre les Razorbacks de l'Université d'Arkansas, une étape importante dans sa carrière qui témoigne de sa position dominante dans les classements du lycée au 100 mètres, au 200 mètres et au 400 mètres,.
En juin 2023, Shawnti a marqué l'histoire du sport américain en devenant seulement la troisième lycéenne à franchir la barre des 11 secondes au 100 mètres, établissant un nouveau record national de lycée avec un temps époustouflant de 10,89 secondes.

## Palmarès
| Date | Compétition                        | Lieu     | Résultat | Épreuve   | Temps         |
| ---- | ---------------------------------- | -------- | -------- | --------- | ------------- |
| 2022 | Championnats du monde juniors      | Cali     | 3e       | 100 m     | 11 s 15       |
| 2022 | Championnats du monde juniors      | Cali     | 2e       | 4 × 100 m | 43 s 28       |
| 2022 | Championnats du monde juniors      | Cali     | 1er      | 4 × 400 m | 3 min 28 s 06 |
| 2023 | Championnats panaméricains juniors | Mayaguez | 1er      | 4 × 100 m | 42 s 88       |
| 2023 | Championnats panaméricains juniors | Mayaguez | 1er      | 200 m     | 22 s 35       |

## Records
| Épreuves | Épreuves  | Temps   | Lieu           | Date             |
| -------- | --------- | ------- | -------------- | ---------------- |
| 60 m     | En salle  | 7 s 16  | New York       | 17 janvier 2021  |
| 300 m    | En salle  | 36 s 73 | New York       | 1er janvier 2022 |
| 100 m    | Plein air | 10 s 89 | Nashville      | 3 juin 2023      |
| 200 m    | Plein air | 22 s 35 | Mayaguez       | 6 août 2023      |
| 200 m    | En salle  | 22 s 96 | Boston         | 11 mars 2023     |
| 400 m    | Plein air | 52 s 54 | Greensboro     | 10 avril 2021    |
| 400 m    | En salle  | 54 s 94 | Virginia Beach | 1er janvier 2022 |